# Округ Барбор (Алабама)
Округ Барбор (енгл. Barbour County) је округ у америчкој савезној држави Алабама. По попису из 2010. године број становника је 27.457. Седиште округа је град Клејтон.

## Демографија
Према попису становништва из 2010. у округу је живело 27.457 становника, што је 1.581 (5,4%) становника мање него 2000. године.
| Група             | 2000.          | 2010.          |
| Белци             | 14.788 (50,9%) | 12.837 (46,8%) |
| Афроамериканци    | 13.451 (46,3%) | 12.875 (46,9%) |
| Азијати           | 84 (0,3%)      | 107 (0,4%)     |
| Хиспаноамериканци | 478 (1,6%)     | 1.387 (5,1%)   |
| Укупно            | 29.038         | 27.457         |